# クレイ郡 (ケンタッキー州)
クレイ郡（英: Clay County）は、アメリカ合衆国ケンタッキー州の南東部に位置する郡である。2010年国勢調査での人口は21,730人であり、2000年の24,556人から11.5%減少した。郡庁所在地は唯一の法人化都市であるマンチェスター市（人口1,255人）である。クレイ郡は1807年に設立され、郡名はバージニア州とケンタッキー州議会議員を務めたグリーン・クレイ（1757年-1828年）に因んで名付けられた。19世紀にケンタッキー州選出アメリカ合衆国上院議員やアメリカ合衆国国務長官などを務めたヘンリー・クレイはグリーンの従弟である。

## 地理
アメリカ合衆国国勢調査局に拠れば、郡域全面積は471.08平方マイル (1,220.1 km2)であり、このうち陸地471.01平方マイル (1,219.9 km2)、水域は0.07平方マイル (0.18 km2)で水域率は0.01%である。

### 隣接する郡
- オウスリー郡 - 北
- ペリー郡 - 北東
- レスリー郡 - 東
- ベル郡 - 南東
- ノックス郡 - 南西
- ローレル郡 - 西
- ジャクソン郡 - 北西

## 政治
クレイ郡は長年共和党の固い地盤である。過去16年間のアメリカ合衆国大統領選挙では、共和党候補でボブ・ドールが唯一支持率60%未満だっただけであり、それでも25%近い差でクレイ郡を制した。2008年のジョン・マケインは77.5%を取った。

## 人口動態
以下は2000年国勢調査による人口統計データである。
| 基礎データ - 人口: 21,730人 - 世帯数: 8,556 世帯 - 家族数: 6,442 家族 - 人口密度: 20人/km2（52人/mi2） - 住居数: 9,439軒 - 住居密度: 8軒/km2（20軒/mi2） 人種別人口構成 - 白人: 93.92% - アフリカン・アメリカン: 4.80% - ネイティブ・アメリカン: 0.21% - アジア人: 0.12% - 太平洋諸島系: 0.02% - その他の人種: 0.23% - 混血: 0.71% - ヒスパニック・ラテン系: 1.36% 年齢別人口構成 - 18歳未満: 25.4% - 18-24歳: 9.2% - 25-44歳: 32.6% - 45-64歳: 22.5% - 65歳以上: 10.3% - 年齢の中央値: 35歳 - 性比（女性100人あたり男性の人口） - 総人口: 111.7 - 18歳以上: 112.6 | 世帯と家族（対世帯数） - 18歳未満の子供がいる: 36.9% - 結婚・同居している夫婦: 58.6% - 未婚・離婚・死別女性が世帯主: 12.4% - 非家族世帯: 24.7% - 単身世帯: 22.5% - 65歳以上の老人1人暮らし: 9.0% - 平均構成人数 - 世帯: 2.62人 - 家族: 3.06人 収入と家計 - 収入の中央値 - 世帯: 16,271米ドル - 家族: 18,925米ドル - 性別 - 男性: 24,164米ドル - 女性: 17,816米ドル - 人口1人あたり収入: 9,716米ドル - 貧困線以下 - 対人口: 39.7% - 対家族数: 35.4% - 18歳未満: 47.6% - 65歳以上: 31.3% |

クレイ郡の人口1人あたり収入と家族あたり収入の中央値はアメリカ合衆国の中で最下層のものになっている。人口構成で非ヒスパニック系白人が多数になっている郡では人口1人あたり収入で最貧であり、世帯あたり収入の中央値では同じケンタッキー州の地域にあるオウスリー郡に次いで下から2番目である。

## 健康
2010年7月の「ワシントン・ポスト」に拠ると、クレイ郡はケンタッキー州では最悪、アメリカ合衆国内でも最悪クラスに不健康な郡になっていた。郡内の肥満率が高い。

## 都市と町
- マンチェスター - 郡庁所在地
- バーニングスプリングス
- フォージャータウン
- グースロック
- オネイダ